# 237e division légère d'infanterie
La 237e division légère est une division d'infanterie de l'armée de terre française qui a participé à la Seconde Guerre mondiale. Elle est créée en juin 1940 à partir de rescapés des combats de Belgique et des Flandres.

## Les chefs de la237eDivision Légère
- 1940: Général François[1]

## LaSeconde Guerre mondiale

### Composition
- 236e régiment d'infanterie
- 274e régiment d'infanterie
- 96e régiment d'artillerie divisionnaire
- 7e Groupe du 306e régiment d'artillerie divisionnaire
- 124e Groupe de Reconnaissance de division d'infanterie
- 55e bataillon de mitrailleurs d'infanterie coloniale[2]

## Sources
1. 1 2  Robert Petiet, « La bataille de la Seine », Revue des Deux Mondes, vol. LXXV,‎ 1er juin 1943, p. 225-239 (lire en ligne)
2. ↑  Éric Deroo et Antoine Champeaux, « Panorama des troupes coloniales françaises dans les deux guerres mondiales », Revue historique des armées, no 271 « Les armées coloniales »,‎ 2013, p. 72-88 (lire en ligne)